# René Paul Raymond Capuron
René Paul Raymond Capuron (1921 - 1971) fue un botánico francés cuyo extenso trabajo se centró en los árboles de la flora de Madagascar.

## Obra
Entre sus obras más relevantes se incluyen:
- M. arillata - una nueva especie de Mauloutchia, sacada de la colección de especímenes de Myristicaceae.[1]

- Takhtajania perrieri - el único representante existente de la familia Winteraceae.[2] Capuron fue el primero en redescubrir la planta, tras la última localización de Henri Perrier de la Bathie, en 1909.

### Algunas publicaciones
- Essai d'introduction à l'étude de la flore forestière de Madagascar, Tananarive, Inspection Générale des Eaux & Forêts, 1957, 125 pp.
- Rhopalocarpacées. En: Flore de Madagascar et des Comores, vol. 127, Paris, 1963, 41 pp.
- Révision des Sapindacées de Madagascar et des Comores. En: Mémoires du Muséum national d'histoire naturelle, t. 19, Paris, 1969, 189 pp.

## Honores

### Epónimos
- (Acanthaceae) Ruellia capuronii Benoist[3]

- (Anacardiaceae) Operculicarya capuronii Randrian. & Lowry[4]

- (Annonaceae) Ambavia capuronii (Cavaco & Keraudren) Le Thomas[5]